# Bembou
Bembou est une localité et une commune du Sénégal, chef-lieu d'arrondissement dans le département de Saraya et la région de Kédougou.
C'est le chef-lieu de l'arrondissement de Bembou depuis la création de celui-ci par un décret du 10 juillet 2008.
Auparavant Bembou faisait partie de la région de Tambacounda.

## Population
On y dénombre 790 personnes et 86 ménages.
Lors du recensement de 2023, la population communale est relevée à 26 820 habitants.